# Стобецько-Шляхецьке
Стобецько-Шляхецьке (пол. Stobiecko Szlacheckie) — село в Польщі, у гміні Ладзиці Радомщанського повіту Лодзинського воєводства.
Населення — 768 осіб (2011).
У 1975-1998 роках село належало до Пйотрковського воєводства.

## Демографія
Демографічна структура станом на 31 березня 2011 року:
|          | Загалом | Допрацездатний вік | Працездатний вік | Постпрацездатний вік |
| -------- | ------- | ------------------ | ---------------- | -------------------- |
| Чоловіки | 383     | 93                 | 257              | 33                   |
| Жінки    | 385     | 91                 | 214              | 80                   |
| Разом    | 768     | 184                | 471              | 113                  |